# Запалювальний ґніт

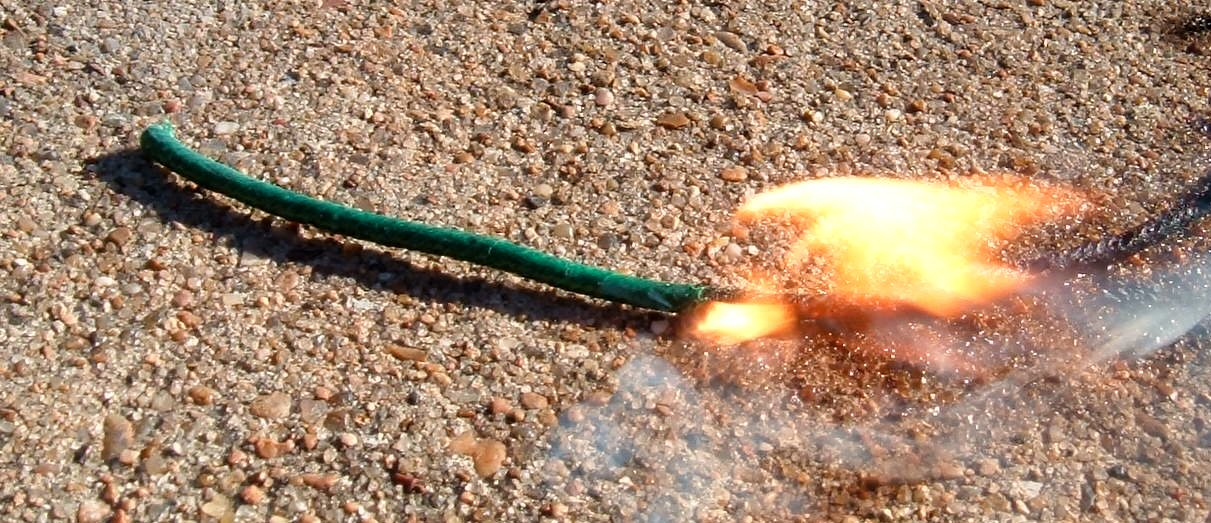
Запалювальний ґніт

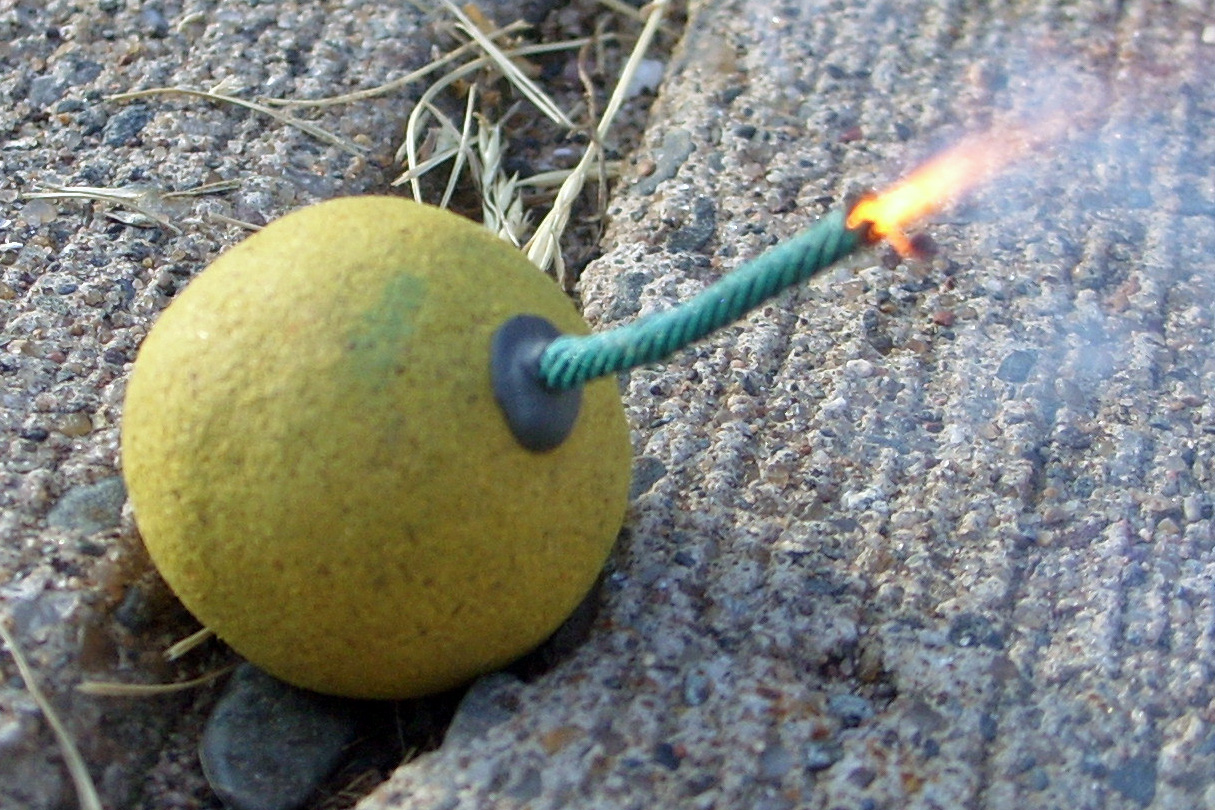
Димова бомба із запаленим ґнотом.

Запа́лювальний ґніт — пристрій, призначений для передачі вогню зарядам. Використовується у вибухових роботах, феєрверках, також колись застосовувався у гарматних і рушничних запалах (запальниках, ґнотових замках).
Найпростіший запалювальний ґніт — прядив'яний шнурок, який після варіння в їдкому натрі просочують розчином хромакалієвої солі і потім висушують. При запалюванні він повільно тліє без полум'я зі швидкістю в частки метра на годину. Для отримання більшої швидкості застосовують ґноти з вибуховими речовинами (вогнепровідні шнури). У гаубичних і мортирних бомбах, ручних гранатах-гренадах з цією ж метою використовувались порохові дистанційні трубки.
Запалювальний ґніт, вживаний у гірництві — пучок лляних або бавовняних ниток для запалювання вогнепровідного шнура. Він просочений розчином калійної селітри, нитки в ньому поміщені в зовнішню оболонку з бавовняної крученої нитки. Діаметр ґнота 6-8 мм.